# Джефф Онджер
Джефф Онджер (англ. Geoff Aunger; нар. 4 лютого 1968, Ред-Дір) — канадський футболіст, що грав на позиціях півзахисника, нападника, а згодом захисника, у тому числі за національну збірну Канади.

## Клубна кар'єра
У дорослому футболі дебютував 1987 року виступами за команду «Ванкувер Вайткепс».
Протягом наступних п'яти років змнінив низку канадських клубів, після чого 1992 року повернувся до ванкуверської команди, де провів ще один рік.
1993 року отримав запрошення до англійського друголігового «Лутон Таун». У цій команді не заграв і наступний сезон вже розпочав у третьому англійському дивізіоні як гравець «Честер Сіті». І на цьому рівні канадієць закріпитися не зумів і 1995 роке вже знову грав за «Ванкувер Вайткепс».
Протягом 1996–1997 років виступав у США за «Нью-Інгленд Революшн» та «Сіетл Саундерз», після чого знову спробував свої сили в Англії. В сезоні 1997/98 провів одну гру за «Стокпорт Каунті» у другій англійській лізі, але закріпитися у команді знову не зумів.
1998 року повернувся до США, де відіграв три сезони за «Ді Сі Юнайтед», після чого 2001 року завершував виступи на футбольному полі у складі «Колорадо Репідс».

## Виступи за збірну
1992 року дебютував в офіційних матчах у складі національної збірної Канади.
У складі збірної був учасником розіграшу Золотого кубка КОНКАКАФ 1993 та розіграшу Золотого кубка КОНКАКАФ 1996 року.
Загалом протягом кар'єри в національній команді, яка тривала 6 років, провів у її формі 44 матчі, забивши 4 голи.